# 다카라즈카 가극단 72기생
다카라즈카 가극단 72기생은 1984년 다카라즈카 음악학교에 입학, 1986년 다카라즈카 가극단에 입단한 45명을 가리킨다.

## 개요
초무대의 연목은 코죠 레이카 퇴단공연인 호시구미 「레뷰 교향악」.

## 주요 학생

### OG
- 시부키 준 : 전 츠키구미 톱스타
- 코쥬 타츠키 : 전 호시구미 톱스타
- 마오리 유키 : 전 호시구미 남역

### 현역
- 이츠미네 아키 : 전과 여역

## 일람
| 예명            | 생일      | 출신지                             | 출신 학교                               | 예명의 유래              | 애칭                | 역할 | 퇴단년도 | 비고                 |
| --------------- | --------- | ---------------------------------- | --------------------------------------- | ------------------------ | ------------------- | ---- | -------- | -------------------- |
| 愛輝翔          | 8월 20일  | 도쿄도 토시마구                    | 야마자키가쿠엔 후지미고등학교           | 자기가 고안              | 요-, 욘             | 남역 | 1991년   |                      |
| 아이키 쇼       | 8월 20일  | 도쿄도 토시마구                    | 야마자키가쿠엔 후지미고등학교           | 자기가 고안              | 요-, 욘             | 남역 | 1991년   |                      |
| 茜このみ        | 5월 6일   | 효고현 다카라즈카시                | 오사카죠가쿠인                          | 사카타 히로오가 명명     | 유카리, 코노미짱    | 여역 | 1990년   |                      |
| 아카네 코노미   | 5월 6일   | 효고현 다카라즈카시                | 오사카죠가쿠인                          | 사카타 히로오가 명명     | 유카리, 코노미짱    | 여역 | 1990년   |                      |
| 秋野里実        | 10월 16일 | 효고현 다카라즈카시                | 다카라즈카중학교                        |                          | 사토미              | 여역 | 1991년   |                      |
| 아키노 사토미   | 10월 16일 | 효고현 다카라즈카시                | 다카라즈카중학교                        |                          | 사토미              | 여역 | 1991년   |                      |
| 朝景るい        | 10월 21일 | 오사카부 오사카시                  | 쇼인히가시고등학교                      | 함께 고안                | 사유리              | 남역 | 1996년   |                      |
| 아사카게 루이   | 10월 21일 | 오사카부 오사카시                  | 쇼인히가시고등학교                      | 함께 고안                | 사유리              | 남역 | 1996년   |                      |
| 朝風ゆき        | 2월 25일  | 효고현 다카라즈카시                | 다카라즈카제1중학교                     | 가족이 고안              | 만코로, 나오짱      | 여역 | 1993년   |                      |
| 아사카제 유키   | 2월 25일  | 효고현 다카라즈카시                | 다카라즈카제1중학교                     | 가족이 고안              | 만코로, 나오짱      | 여역 | 1993년   |                      |
| 朝奈亜弓        | 2월 23일  | 도쿄도 무사시노시                  | 공립여자제2고등학교                     | 함께 고안                | 케미                | 여역 | 1991년   |                      |
| 아사나 아유미   | 2월 23일  | 도쿄도 무사시노시                  | 공립여자제2고등학교                     | 함께 고안                | 케미                | 여역 | 1991년   |                      |
| 五峰亜季        | 11월 9일  | 오사카부 미노오시                  | 히바리가오카가쿠엔                      | 지인이 명명              | 마유미              | 여역 |          |                      |
| 이츠미네 아키   | 11월 9일  | 오사카부 미노오시                  | 히바리가오카가쿠엔                      | 지인이 명명              | 마유미              | 여역 |          |                      |
| 扇千尋          | 3월 3일   | 후쿠오카현 후쿠오카시 츄오구       | 후쿠오카카이세이죠시가쿠인고등학교      | 가족이 고안              | 바시, 나오미        | 여역 | 1993년   |                      |
| 오우기 치히로   | 3월 3일   | 후쿠오카현 후쿠오카시 츄오구       | 후쿠오카카이세이죠시가쿠인고등학교      | 가족이 고안              | 바시, 나오미        | 여역 | 1993년   |                      |
| 王城美希        | 8월 11일  | 도쿄도 미나토구                    | 쇼와여자대학부속고등학교                | 가족이 고안              | 히사에              | 남역 | 1989년   |                      |
| 오우죠 미키     | 8월 11일  | 도쿄도 미나토구                    | 쇼와여자대학부속고등학교                | 가족이 고안              | 히사에              | 남역 | 1989년   |                      |
| 大原ゆうか      | 10월 26일 | 오사카부 오사카시 히가시스미요시구 | 오오타니가쿠엔                          | 존경하는 사람이 선택     | 료짱                | 여역 | 1990년   |                      |
| 오오하라 유우카 | 10월 26일 | 오사카부 오사카시 히가시스미요시구 | 오오타니가쿠엔                          | 존경하는 사람이 선택     | 료짱                | 여역 | 1990년   |                      |
| 大舞夏織        | 8월 24일  | 오사카부 토요나카시                | 하고로모가쿠엔                          | 아빠가 명명              | 토츠, 오-마, 이chan | 남역 | 1992년   |                      |
| 오오마이 카오리 | 8월 24일  | 오사카부 토요나카시                | 하고로모가쿠엔                          | 아빠가 명명              | 토츠, 오-마, 이chan | 남역 | 1992년   |                      |
| 大海ひろ        | 5월 29일  | 오사카부 오사카시 히가시구         | 오사카시립 히가시중학교                 | 존경하는 선생님이 명명   | 메오리              | 남역 | 1992년   |                      |
| 오오미 히로     | 5월 29일  | 오사카부 오사카시 히가시구         | 오사카시립 히가시중학교                 | 존경하는 선생님이 명명   | 메오리              | 남역 | 1992년   |                      |
| 霧原翔子        | 9월 22일  | 도쿄도 분쿄구                      | 분쿄가쿠엔여자고등학교                  | 지인이 명명              | 아즈키              | 여역 | 1992년   | 딸 시키 스미레 (103) |
| 키리하라 쇼코   | 9월 22일  | 도쿄도 분쿄구                      | 분쿄가쿠엔여자고등학교                  | 지인이 명명              | 아즈키              | 여역 | 1992년   | 딸 시키 스미레 (103) |
| 紅霞            | 12월 21일 | 도쿄도 오오타구                    | 선진고등학교                            | 한시 「홍하(紅霞)」      | 이바짱              | 남역 | 1990년   |                      |
| 쿠레나이 카스미 | 12월 21일 | 도쿄도 오오타구                    | 선진고등학교                            | 한시 「홍하(紅霞)」      | 이바짱              | 남역 | 1990년   |                      |
| 香寿たつき      | 11월 26일 | 홋카이도 삿포로시                  | 삿포로 케이호쿠상업고등학교             | 부모님과 고안            | 타-탄, 타아         | 남역 | 2003년   |                      |
| 코쥬 타츠키     | 11월 26일 | 홋카이도 삿포로시                  | 삿포로 케이호쿠상업고등학교             | 부모님과 고안            | 타-탄, 타아         | 남역 | 2003년   |                      |
| 越はるき        | 9월 9일   | 도쿄도 미나토구                    | 토요에이와죠가쿠인                      | 야마모토 켄키치가 명명   | 파루키              | 남역 | 2002년   |                      |
| 코시 하루키     | 9월 9일   | 도쿄도 미나토구                    | 토요에이와죠가쿠인                      | 야마모토 켄키치가 명명   | 파루키              | 남역 | 2002년   |                      |
| 榊純            | 4월 13일  | 오사카부 타카츠키시                | 성모여학원중학교                        | 본명                     | 포코                | 여역 | 1993년   |                      |
| 사카키 준       | 4월 13일  | 오사카부 타카츠키시                | 성모여학원중학교                        | 본명                     | 포코                | 여역 | 1993년   |                      |
| 漣あい          | 10월 27일 | 효고현 고베시                      | 쇼인죠시가쿠인                          | 자기가 고안              | 아와이              | 여역 | 1989년   |                      |
| 사자나미 아이   | 10월 27일 | 효고현 고베시                      | 쇼인죠시가쿠인                          | 자기가 고안              | 아와이              | 여역 | 1989년   |                      |
| 紫城輝          | 12월 27일 | 오사카부 오사카시 스미요시구       | 오오타니가쿠엔                          | 존경하는 선생님이 명명   | 와아코              | 남역 | 1992년   |                      |
| 시죠 히카루     | 12월 27일 | 오사카부 오사카시 스미요시구       | 오오타니가쿠엔                          | 존경하는 선생님이 명명   | 와아코              | 남역 | 1992년   |                      |
| 紫吹淳          | 11월 19일 | 군마현 오우라군                    | 오오이즈미미나미중학교                  | 가족이 고안              | 리카                | 남역 | 2004년   |                      |
| 시부키 준       | 11월 19일 | 군마현 오우라군                    | 오오이즈미미나미중학교                  | 가족이 고안              | 리카                | 남역 | 2004년   |                      |
| 翔つかさ        | 5월 7일   | 오사카부 토요나카시                | 바이카가쿠엔고등학교                    | 부모님과 고안            | 츠우, 츠-코         | 남역 | 2005년   | 후에 여역 전환       |
| 쇼 츠카사       | 5월 7일   | 오사카부 토요나카시                | 바이카가쿠엔고등학교                    | 부모님과 고안            | 츠우, 츠-코         | 남역 | 2005년   | 후에 여역 전환       |
| 彰乃早紀        | 4월 5일   | 시즈오카현 시즈오카시              | 시즈오카죠호쿠고등학교                  | 부모님과 고안            | 아코링              | 여역 | 2000년   | 무대 감독            |
| 쇼노 사키       | 4월 5일   | 시즈오카현 시즈오카시              | 시즈오카죠호쿠고등학교                  | 부모님과 고안            | 아코링              | 여역 | 2000년   | 무대 감독            |
| 宗田靖子        | 7월 19일  | 후쿠오카현 후쿠오카시 츄오구       | 후쿠오카츄오고등학교                    | 무나가타부동원의 주지    | 아츠코, 앗탄        | 여역 | 1988년   |                      |
| 소다 야스코     | 7월 19일  | 후쿠오카현 후쿠오카시 츄오구       | 후쿠오카츄오고등학교                    | 무나가타부동원의 주지    | 아츠코, 앗탄        | 여역 | 1988년   |                      |
| 大翔薫          | 6월 5일   | 오사카부 토요나카시                | 코시엔가쿠인                            | 자기가 고안              | 미호, 다이쇼        | 남역 | 1991년   |                      |
| 다이쇼 카오루   | 6월 5일   | 오사카부 토요나카시                | 코시엔가쿠인                            | 자기가 고안              | 미호, 다이쇼        | 남역 | 1991년   |                      |
| 高千穂舞        | 4월 24일  | 사가현 사가시                      | 사가현립죠키타중학교                    | 미야자키현 타카치협곡    | 삿짱                | 남역 | 1996년   |                      |
| 타카치호 마이   | 4월 24일  | 사가현 사가시                      | 사가현립죠키타중학교                    | 미야자키현 타카치협곡    | 삿짱                | 남역 | 1996년   |                      |
| 珠まどか        | 10월 24일 | 도쿄도 미나토구                    | 토요에이와죠가쿠인 고등부               | 존경하는 선생님이 명명   | 타마짱, 타마        | 여역 | 1994년   |                      |
| 타마 마도카     | 10월 24일 | 도쿄도 미나토구                    | 토요에이와죠가쿠인 고등부               | 존경하는 선생님이 명명   | 타마짱, 타마        | 여역 | 1994년   |                      |
| 遠野なほみ      | 8월 20일  | 카나가와현 요코하마시 코난구       | 요코하마공립가쿠엔                      | 친척 피아니스트가 명명   | 나오미              | 여역 | 1990년   |                      |
| 토노 나오미     | 8월 20일  | 카나가와현 요코하마시 코난구       | 요코하마공립가쿠엔                      | 친척 피아니스트가 명명   | 나오미              | 여역 | 1990년   |                      |
| 中条まり        | 6월 2일   | 카나가와현 요코하마시 아사히구     | 카나가와가쿠엔                          | 가족이 고안              | 에이코, 에이파      | 여역 | 1995년   |                      |
| 나카죠 마리     | 6월 2일   | 카나가와현 요코하마시 아사히구     | 카나가와가쿠엔                          | 가족이 고안              | 에이코, 에이파      | 여역 | 1995년   |                      |
| 夏毬子          | 5월 8일   | 도쿄도 분쿄구                      | 도쿄죠가쿠칸고등학교                    | 엄마의 예명              | 아야코              | 여역 | 1990년   |                      |
| 나코 마리코     | 5월 8일   | 도쿄도 분쿄구                      | 도쿄죠가쿠칸고등학교                    | 엄마의 예명              | 아야코              | 여역 | 1990년   |                      |
| にしき愛        | 9월 6일   | 도쿄도 네리마구                    | 야마자키가쿠엔 후지미고등학교           | 요로즈야 킨노스케가 명명 | 아이짱, 마유미      | 남역 | 2010년   |                      |
| 니시키 아이     | 9월 6일   | 도쿄도 네리마구                    | 야마자키가쿠엔 후지미고등학교           | 요로즈야 킨노스케가 명명 | 아이짱, 마유미      | 남역 | 2010년   |                      |
| 速水渓          | 8월 22일  | 치바현 이치카와시                  | 와요여자대학부속 코쿠후다이여자고등학교 | 계곡의 맑은 물줄기       | 케-타               | 남역 | 1988년   |                      |
| 하야미 케이     | 8월 22일  | 치바현 이치카와시                  | 와요여자대학부속 코쿠후다이여자고등학교 | 계곡의 맑은 물줄기       | 케-타               | 남역 | 1988년   |                      |
| 檜薫            | 12월 2일  | 와카야마현 와카야마시              | 다카라즈카고등학교                      | 가족이 고안              | 미라, 유미코        | 남역 | 1989년   |                      |
| 히노키 카오루   | 12월 2일  | 와카야마현 와카야마시              | 다카라즈카고등학교                      | 가족이 고안              | 미라, 유미코        | 남역 | 1989년   |                      |
| 真織由季        | 2월 5일   | 카나가와현 요코하마시 토츠카구     | 요코하마시립 미나미고등학교             | 「진실된 시간을 짜다」   | 미나코, 티포짱      | 남역 | 1996년   |                      |
| 마오리 유키     | 2월 5일   | 카나가와현 요코하마시 토츠카구     | 요코하마시립 미나미고등학교             | 「진실된 시간을 짜다」   | 미나코, 티포짱      | 남역 | 1996년   |                      |
| 真山葉瑠        | 4월 27일  | 사이타마현 토코로자와시            | 사이타마현립토코로자와히가시고등학교    | 부모님과 고안            | 룬파                | 남역 | 2000년   |                      |
| 마야마 하루     | 4월 27일  | 사이타마현 토코로자와시            | 사이타마현립토코로자와히가시고등학교    | 부모님과 고안            | 룬파                | 남역 | 2000년   |                      |
| 毬丘智美        | 3월 23일  | 영국 런던                          | Edgware School                          | 자기가 고안              | 히토미, 히토짱      | 여역 | 2003년   |                      |
| 모리오카 토모미 | 3월 23일  | 영국 런던                          | Edgware School                          | 자기가 고안              | 히토미, 히토짱      | 여역 | 2003년   |                      |
| 毬菜友          | 9월 4일   | 효고현 카와니시시                  | 카와니시메이호고등학교                  | 자기가 지음              | 네이선, 토모짱      | 여역 | 1991년   | 딸 유메히 마리 (106) |
| 모리나 토모     | 9월 4일   | 효고현 카와니시시                  | 카와니시메이호고등학교                  | 자기가 지음              | 네이선, 토모짱      | 여역 | 1991년   | 딸 유메히 마리 (106) |
| 澪れいな        | 2월 17일  | 사이타마현 토코로자와시            | 호시노여자고등학교                      | 가족이 고안              | 유우코, 미오        | 여역 | 1987년   |                      |
| 미오 레이나     | 2월 17일  | 사이타마현 토코로자와시            | 호시노여자고등학교                      | 가족이 고안              | 유우코, 미오        | 여역 | 1987년   |                      |
| 美草由布        | 8월 28일  | 도쿄도 나카노구                    | 가쿠슈인 여자고등과                     | 오빠가 명명              | 메구미, 야스요      | 여역 | 1993년   |                      |
| 미구사 유우     | 8월 28일  | 도쿄도 나카노구                    | 가쿠슈인 여자고등과                     | 오빠가 명명              | 메구미, 야스요      | 여역 | 1993년   |                      |
| 美城まり        | 9월 6일   | 효고현 고베시 타루미구             | 고베시립 효고상업고등학교               | 존경하는 상급생이 선택   | 미마리, 얏짱        | 여역 | 1994년   |                      |
| 미시로 마리     | 9월 6일   | 효고현 고베시 타루미구             | 고베시립 효고상업고등학교               | 존경하는 상급생이 선택   | 미마리, 얏짱        | 여역 | 1994년   |                      |
| 美原志帆        | 8월 18일  | 오사카부 이케다구                  | 오사카부립 이바라키니시고등학교         | 가족이 고안              | 코모짱              | 여역 | 2004년   |                      |
| 미하라 시호     | 8월 18일  | 오사카부 이케다구                  | 오사카부립 이바라키니시고등학교         | 가족이 고안              | 코모짱              | 여역 | 2004년   |                      |
| 雅景            | 2월 4일   | 사이타마현 카와구치시              | 쥬몬지가쿠엔                            | 아빠가 명명              | 토시짱              | 남역 | 1997년   |                      |
| 미야비 케이     | 2월 4일   | 사이타마현 카와구치시              | 쥬몬지가쿠엔                            | 아빠가 명명              | 토시짱              | 남역 | 1997년   |                      |
| 萌水せりか      | 4월 20일  | 카나가와현 요코하마시 카나가와구   | 요코하마후타바고등학교                  | 가족이 결정              | 모에미, 모에        | 여역 | 2002년   |                      |
| 모에미 세리카   | 4월 20일  | 카나가와현 요코하마시 카나가와구   | 요코하마후타바고등학교                  | 가족이 결정              | 모에미, 모에        | 여역 | 2002년   |                      |
| 矢吹翔          | 4월 26일  | 아이치현 키타나고야시              | 시라키중학교                            |                          | 치하루, 칫파        | 남역 | 2004년   |                      |
| 야부키 쇼       | 4월 26일  | 아이치현 키타나고야시              | 시라키중학교                            |                          | 치하루, 칫파        | 남역 | 2004년   |                      |
| 優美かがり      | 10월 3일  | 효고현 니시노미야시                | 슈쿠가와가쿠인고등학교                  | 가족이 고안              | 카가리              | 여역 | 1993년   |                      |
| 유우비 카가리   | 10월 3일  | 효고현 니시노미야시                | 슈쿠가와가쿠인고등학교                  | 가족이 고안              | 카가리              | 여역 | 1993년   |                      |
| 麗美花          | 7월 29일  | 효고현 니시노미야시                | 나루오고등학교                          | 니시카와 우콘이 명명     | 미카링              | 여역 | 1990년   |                      |
| 레이 미카       | 7월 29일  | 효고현 니시노미야시                | 나루오고등학교                          | 니시카와 우콘이 명명     | 미카링              | 여역 | 1990년   |                      |